# Filacciano
Filacciano è un comune italiano di 465 abitanti  distribuiti su 5,7 km². della città metropolitana di Roma Capitale nel Lazio.

## Geografia fisica

### Territorio
L'area del Comune, scarsamente popolato e pertanto rurale, appartiene alla zona altimetrica denominata collina interna. Il territorio comunale, che si estende per circa 6 km², è in gran parte collinare, con altitudini che si aggirano intorno ai 200 m s.l.m., tranne che nella parte dove si trova l'ansa del Tevere, del tutto pianeggiante (32 metri s.l.m.) e coltivata. Il paese stesso si trova su uno sperone tufaceo che raggiunge nel punto più alto, i  247 metri di altitudine  dominando la sottostante Valle del Tevere.  Il borgo aderisce all’Associazione Nazionale Piccoli Comuni Italiani.
L’economia è prevalentemente agricola. Filacciano confina con Torrita Tiberina, Nazzano Romano e Ponzano Romano della provincia di Roma e con Poggio Mirteto e Forano della provincia di Rieti.

### Clima
- Classificazione climatica: zona D, 1814 GR/G

## Toponomastica
Alcune fonti fanno provenire il nome Filacciano da Faliscanum o Faliscianum, mentre altri sostengono che provenga da Flaccianum, nome che designava la proprietà del ricco possidente romano Flacco. Questa tesi, proposta dal celebre archeologo Antonio Nibby, si fonda su un documento di donazione dell'VII secolo, che attribuisce il possesso del fondo Flaccianus all'Abbazia di Farfa, possesso poi confermato da una bolla del papa Stefano IV dell'817.

## Storia

### Età antica
Nel territorio del comune di Filacciano sono stati rinvenuti reperti archeologici che attestano la presenza di una necropoli preromana in località Marisano, di cultura affine a quella Falisca-Capenate nella valle del Tevere. I reperti sono conservati nei magazzini del Museo archeologico di Capena.
Dopo la conquista di Veio, Capena, Poggio Sommavilla e Faleri Veteres (Civita Castellana) da parte dei romani in epoca repubblicana guidati dal tribuno militare Marco Furio Camillo, l'area dell'odierno comune di Filacciano fu introdotta probabilmente nell'Ager Faliscum o Capenate, in epoca romana imperiale parte della Regio VII Etruria.
Il comune di Filacciano occupa la parte orientale dell’antico “Ager Capenas” e sorge su una collina  che domina la valle del Tevere  offrendo uno splendido panorama dei monti della Sabina.
Sull’origine del nome esistono tesi contrastanti: Filacciano sembrerebbe derivare o da “Felicianus”, imperatore o console romano che ne iniziò la costruzione, o da “Fiscon”, “Faliscanum”, “Faliscianum” che indurrebbe a ritenere i primi insediamenti di origine falisca, o, ipotesi più probabile e condivisa sia dal Nibby che dal Tomassetti, da “Fundus Flaccus” ovvero “Fondo di Flaccus”, antico proprietario romano di un appezzamento terriero situato in questa zona. A conferma di questa tesi molte terre circostanti traggono il loro nome dalle antiche famiglie romane proprietarie: così come dalla “gens Flavia” deriva Fiano e dalla “gens Pontia” deriva Ponzano, da “Fundus Flaccus” per corruzione derivererebbe “Flaccianus” oggi Filacciano.

### Età medioevale
La prima notizia di un “fondus Flacciano” che ci giunge è del 779 e la si trova in una donazione fatta da un certo Zaro all’abbazia di Farfa.
Si può ipotizzare che nell’ager Capenas già in questo periodo ci fossero insediamenti e villaggi nati a partire dall’inizio del medioevo, cioè da quando, a causa delle invasioni barbariche, abitanti di antichi siti furono costretti a spostarsi in luoghi più sicuri dando origine a nuovi centri fortificati sorti in posizioni strategiche di difesa.
Nell’817 il pontefice Stefano IV riconosce e conferma all’abbazia di Farfa il possesso di un “casalis Flaccianus”. Il casale doveva essere stato costruito tra il 790 e l’817 ad opera di monaci e doveva avere funzione di eremo e dimensioni modeste come si legge nell’inventario dei beni della Confraternita di Sant’Egidio. Successivamente (nel 980 circa) fu edificata la chiesa dedicata a Sant’Egidio Abate, eremita vissuto nell’osservanza degli insegnamenti di san Benedetto e per questo scelto dai monaci benedettini che vivevano a Filacciano.
Nel 1300 Filacciano conta circa 400 abitanti, conteggio desunto dal consumo di sale.
Nel 1344 Filacciano apparteneva alla nobile famiglia degli Orsini. Se ne trova notizia nel testamento di Bertoldo Orsini del 17 marzo 1344 che lasciò alla figlia Palozza e alla moglie Giacoma delle rendite di Torrita e quattromila fiorini d’oro, di cui parte ipotecati sul castello di Filacciano che apparteneva evidentemente alla famiglia.

### Età moderna
Sotto gli Orsini Filacciano ed i suoi abitanti  conobbero una sanguinosa guerra che distrusse la torre, il castello e devastò i terreni circostanti.  Nel 1485 Ferrante d’Aragona, Re di Napoli, cercò di usare il suo potere militare per troncare il vincolo feudale che legava il Regno di Napoli alla Santa Sede.
Re Ferrante, alleato di Firenze e di Milano, rispose con l'assunzione al proprio servizio degli Orsini, allora Signori di Filacciano, in qualità di condottieri. Nell'inverno 1485 l'armata napoletana, guidata da Alfonso, figlio di Ferrante, e rafforzata dalle truppe di Virginio Orsini, penetrò nel Lazio da Vicovaro e dai monti Sabini, ma non riuscì a raggiungere l'Urbe a causa della resistenza delle milizie pontificie. Il Sanseverino ordinò il contrattacco il 24 dicembre del 1485 quando giunse a Roma. Nel gennaio del 1486 il contrattacco fu coronato dalla conquista di Filacciano, Torrita, Mentana e ponte Nomentano.  Il  Cardinale Battista Orsini si distaccò dalla famiglia e consegnò al Papa il feudo di Monterotondo mentre Alfonso Orsini d'Aragona fu costretto a riparare a Pitigliano, una roccaforte degli Orsini nella Toscana meridionale. Lo stallo durò fino ai primi di maggio. Gli aragonesi si riorganizzarono e quindi sconfissero il Sanseverino a Montorio Romano riconquistando Filacciano, Fara Sabina e Torrita, riunendo il "castrum Philassani nunc diritum" a quello di Torrita, ugualmente incamerato. Innocenzo VIII capì che le prospettive di vittoria erano svanite e iniziò a preparare la pace. Finita la guerra gli Orsini tornarono in possesso di Filacciano e il castello e la sua torre furono prontamente riedificati.
A quel tempo Filacciano era sotto i possedimenti di Franciotto Orsini, figlio di Orso Orsini e di Costanza Savelli (1473 - 1533), Signore di Monterotondo, San Polo, Stimigliano, Collevecchio e Fianello. Fu in quel periodo che iniziarono i lavori per la costruzione di un palazzo-castello che inglobasse l'antica torre.
Nel 1515 Ludovico Orsini, Conte di Pitigliano, promette di osservare la dichiarazione di controversia con il fratello Aldobrandino, relativa ai castelli di Fiano, Filacciano e Morlupo.
Nel 1528 Elena Orsini, figlia spuria di Aldobrandino, riceve il possesso del feudo di Filacciano con il titolo di Baronessa dal cugino Arrigo, conte di Nola ed erede di Aldobrandino, morto prima di rispettare un accordo, in sostituzione di una dote in denaro a lei promessa.
Gli Orsini furono signori di Filacciano per duecento anni, cioè fino al 1544, anno in cui Giovanni Francesco Orsini vendette il feudo, ormai incastellato, al nobile  Antimo Savelli, allora IX signore di Albano. Antimo purtroppo morì nello stesso anno lasciando in eredità torre e castello al figlio Antonello, X signore di Albano e coniugato con Virginia Orsini (figlia del Conte di Pitigliano, Giovanfrancesco Orsini) dalla quale ebbe Cristoforo, XI signore di Albano. Filacciano tornò quindi nelle mani di una Orsini, in questo caso Virginia, madre di Cristoforo.
Nel 1593 Cinzia D’Alessandro Crescenzi, rimasta vedova di Fabrizio Orsini che aveva ricevuto quale dono di nozze il feudo dalla nonna Elena Orsini (prima moglie di Niccolò II - VI Conte di Pitigliano), vendette a Filiberto e Filippo Naldi della Bardosiera il feudo di Filacciano per ventotto fiorini d’oro riservandosene però il titolo.
I Naldi governarono su Filacciano finché il figlio di Filiberto, Ottavio, lo lasciò in eredità alla moglie Caterina Nunez Sanchez. Ressero il borgo con una certa asprezza che gli valse il l'ostilità della comunità locale. Una lettera della Communitas Feliciani indirizzata alla Congregazione del Buon Governo  riferisce della protesta per una tassazione dei beni stabili che Ottaviano Naldi della Bardosiera si rifiutava di corrispondere gravando il popolo del relativo pagamento "senza alcun riguardo per i poveri" imponendo una colletta di 6 giulii a fuoco che eseguì con la forza. Per tali gravi motivi la Congregazione dei Baroni si pronunciò con un comandamento contro la casa della Bardosiera. questo costrinse Caterina Nunez Sanchez a cedere il feudo per non incappare in una liquidazione forzata a basso prezzo per i crediti pendenti.
Ottenuto il consenso dei Baroni ed il beneplacito di Papa Clemente X, il 2 settembre 1674, con atto del notaio Malvezzi, i fratelli Giovanni, Pompeo, Scipione e Curzio dell'antica famiglia patrizia dei Muti Papazzurri acquistarono il feudo e tutte le proprietà esistenti. La popolazione, i servitori e gli ufficiali furono espressamente richiamati  al loro obbligo di prestare atto di vassallaggio.. In tal modo i Muti Papazzurri entrarono in possesso del feudo e del relativo titolo marchionale di cui si fregiarono da quel momento in poi in tutti gli atti e i documenti da loro emessi.  Il simbolo araldico dei Muti Papazzurri, la mezzaluna, campeggia ancora sulla facciata principale del palazzo ed è ancora ben visibile sui cippi di pietra innanzi all’arco d’ingresso della piazza, innanzi all’arco del palazzo Del Drago e innanzi al portone della chiesa parrocchiale.
Pompeo Muti Papazzurri assunse quindi il titolo di Marchese di Filacciano. Sotto il governo dei Muti Papazzurri Filacciano conobbe una rinascita.
I Muti Papazzurri completarono il restauro del palazzo trasformando il castello esistente "...dando alla facciata l'aspetto di palazzo secondo la moda di quell'epoca...", aggiunsero una piazza ed intervennero pesantemente sullo sviluppo del borgo. Tanto che nel 1704 arrivò a contare circa 600 abitanti.
Per sviluppare il paese si servirono delle opere dell'architetto Mattia de Rossi, allievo prediletto della bottega del Bernini.  Matthia de' Rossi progettò la piazza allineando lungo un unico asse l'arco di ingresso del palazzo con l'arco di ingresso alla piazza e con la fontana del Mascherone. Un asse che secondo il De' Rossi  avrebbe dovuto guidare il futuro sviluppo del borgo. Il De Rossi contribuì alla costruzione del Palazzo Muti Papazzurri  a Roma in piazza della Pilotta.
Durante queste modifiche urbane il 13 settembre 1706 morì il monsignore Giovanni Muti Papazzurri, fratello maggiore di Pompeo. Questo lutto innescò una guerra fratricida tra Pompeo e il fratello Scipione, che richiesero la successione legittima per via giudiziaria presso il Tribunale della Curia Capitolina. La famiglia crollò rapidamente in una fase di crisi economica e scarso impegno pubblico
Da Girolamo il feudo passò nelle mani del figlio Curzio. La situazione economica molto pesante a causa dei debiti contratti per mantenere il cospicuo patrimonio edilizio spinse Curzio a scelte economiche drastiche, che portarono gran parte del vasto patrimonio artistico ed edilizio posseduto dalla famiglia a un destino precario per l'assenza di manutenzione.
Durante il periodo francese Filacciano fece parte del Dipartimento del Tevere. A seguito del cosiddetto Editto di Saint Cloud emanato da Napoleone nel 1804 nacque l'attuale cimitero di Filacciano in prossimità dell'antica chiesa di Sant'Egidio. Nel 1803 Filacciano, che appartiene ancora al Marchese Muti Papazzurri, conta 445 abitanti
Nel 1810, sotto il pontificato di Pio VII, Girolamo, figlio di Curzio, pressato dai debiti, arrivò a disfarsi del feudo di Filacciano e, gravemente malato, si ritirò in Marino. Filacciano diviene di proprietà del monsignore Carlo Mauri, originario di Filacciano e sostituto della segreteria di Stato all’epoca del cardinale Consalvi, che provvide al restauro del castello. Carlo Mauri era discendente da una famiglia originaria di Parma da tempo residente a Filacciano.

### Età contemporanea
Dalla Collezione di pubbliche disposizioni emanate in seguito al motu proprio di N.S. papa Pio VII in data 6 luglio 1816 sulla organizzazione della amministrazione pubblica relativa al riparto dei governi e delle comunità dello Stato pontificio con i loro rispettivi appodiati risulta che Filacciano faceva parte della Delegazione di Viterbo, che il comune di residenza del governatore era Civita Castellana e che i comuni uniti ai diversi luoghi di residenza erano Castel Sant’Elia, Filacciano con Torrita e Stabbia (antico nome dell'attuale Faleria).
Nel 1830 Carlo Mauri passò a miglior vita e quindi, nel 1833, Filacciano passa per enfiteusi ai Franci, parenti della famiglia Mauri.
Nel 1843 Francesco Mauri decise di vendere il palazzo al principe Domenico Orsini ed il titolo nobiliare al Cavalier Giuseppe Ferrajoli.
Nel 1852 il Pontefice Pio IX conferma il titolo nobiliare di Marchese al Cav.Giuseppe Ferrajoli.  Nello stesso anno Domenico Orsini vendette il palazzo al cavaliere Giuseppe Ferrajoli  che diviene così Marchese di Filacciano con i relativi diritti e onorificenze compresa la nomina dell'Arciprete.
Subito dopo, nel 1853, poiché generavano un modesto guadagno, il Marchese Ferrajoli decide di vendere il feudo ed il palazzo tenendo però per sé il titolo nobiliare di Marchese di Filacciano (titolo ancora in uso a tale Giuseppe Ferrajoli).
Con atto di vendita del 1853, Filacciano diviene possedimento del Principe di Mazzano ed Antuni, don Filippo Massimiliano Del Drago.
Nel 1870 Filacciano entra a far parte del Regno d’Italia fino al giugno 1946 quando, a seguito delle votazioni referendarie, fu proclamata la Repubblica italiana.
Nel 1911 la popolazione di Filacciano raggiunge i 705 abitanti, numero che costituisce il valore massimo raggiunto dall'unità d'Italia in poi.
A don Filippo succedette il figlio don Francesco che provvide al restauro del palazzo. Don Francesco non ebbe figli ed i possedimenti di Filacciano passarono al nipote Clemente che sposò Giacinta Ruspoli.
Nel 1930 un incendio danneggiò gravemente l’edificio; una lapide posta nel sottopasso del palazzo ricorda il pericolo scampato dai tre figli del principe don Clemente Del Drago, Milagros, Francesco ed Alessandro, salvati dalla popolazione.
Alla morte di Clemente, i due figli si dividono i possedimenti di Filacciano. Don Francesco sposa Maria Piacitelli in prime nozze e Anna Maria in seconde mentre  don Alessandro sposa Laura Lancellotti. Da quest'ultimi discende l'attuale proprietario del palazzo, don Clemente Del Drago, principe di Mazzano e Antuni, Marchese di Riofreddo, di Ronciglianello, di Castel Diruto e di Sant'Agnese.
Le ultime due tappe importanti per la storia di Filacciano sono l’approvazione del regolamento edilizio e del programma di fabbricazione (decreto provveditoriale del 20 gennaio 1971, n. 6360) nel 1971 e l’adozione del piano regolatore generale (delibera del Consiglio comunale del 7 maggio 1988, n. 29 nel 1988.

## Monumenti e luoghi d'interesse

### Quadri naturali
Belvedere panoramico sulla Valle del Tevere, dal centro storico.

### Architetture medioevali
- Chiesa di Sant'Egidio

### Architetture Rinascimentali
- Palazzo  Del Drago[16]
- Oratorio di Sant'Egidio, edificato dai Muti Papazzurri
- Palazzo Mauri edificato dal Marchese Gianbattista Mauri in via Filocastello nelle adiacenze del palazzo Del Drago
- Palazzo Arcangeli: l'attuale palazzo risale al 1500 circa ma venne edificato su preesistenti abitazioni. È ubicato in via Filocastello con un edificio ed un mulino (inattivo dal 1876) ad esso collegati tramite un percorso sopralevato in contrada Borgo (via Borgo di Sotto)
- Palazzo Leoni: posto a cavallo di Via Filocastello e dotato di sottopasso a livello stradale  presumibilmente realizzato dalla famiglia Leoni intorno al XVII secolo su strutture preesistenti.

### Architetture religiose
- Filacciano nonostante le ridotte dimensioni del territorio ha tre chiese, e due cappelle private:

CHIESA DI SANT'EGIDIO
:
è la seconda costruzione del futuro borgo. Sorge su una collina che domina la valle del Tevere. Fu edificata dai monaci di Farfa proprietarí di Filacciano intorno l anno 1.000 d.C. È ricca di preziosi affreschi del XIII secolo che si sono mantenuti e in buono stato di conservazione anche il dopo il crollo del tetto la notte tra il 16 e il 17 del 1968. Gli affreschi sono stati commissionati dai coniugi Marocce nel 1228 e sono stati realizzati dal "maestro di Filacciano". Molti anni dopo viene aggiunta alla struttura di base della chiesa una cappella dedicata a San Filippo Neri, dove viene sepolto Carlo Mauri, nel 1821 cardinale della curia Romana e sostituto segretario di stato.
CHIESA DI SANTA MARIA ASSUNTA:
È ubicata all'interno del borgo e si può accedere da via Filocastello.
Non si ha una datazione di quando fu costruita e neanche per volere di chi, ma possiamo ipotizzare che fu costruita nel XV/XVI dopo la ricostruzione del castello da parte della famiglia Orsini. La struttura ricorda molto quella della chiesa di Sant'Egidio. La chiesa è strutturata su una navata e lateralmente due absidi dedicate a santa Maria assunta ed al Salvatore. Sulle pareti laterali all'altare sono state ricavate due nicchie dove sono esposte le statue di san Valentino e sant'egidio abate. La luce entra dalle cinque finestre che ricordano lo stile gotico ed il soffitto è adornato dalle Capriate lignee

## Economia
Parte del  comune di Filacciano è compresa nella zona di produzione della denominazione di origine protetta DOP Soratte Olio extravergine di oliva Soratte . Altri prodotti tipici sono il famoso “Pecorino Romano”, il “fico bianco di Filacciano”, le pizze fritte, i “falloni”  (rustici nato dalla tradizione contadina, preparato seguendo ancora oggi un'antica ricetta a base di pasta di pane e verdure ripassate) e le classiche “fettuccine” di pasta all’uovo.

## Infrastrutture e trasporti

### Strade
Il paese è raggiunto dalla Strada Provinciale 20/a che si sovrappone alla 15/A Tiberina il cui percorso coincide con l'antica omonima strada romana, che dalla zona nord di Roma (Prima Porta), risalendo la sponda destra della valle del Tevere, attraversava l'antico agro falisco-capenate per raggiungere la sabina e proseguiva fin verso Otriculum in Umbria. Oggi, nella Città metropolitana di Roma Capitale, il suo percorso attraversa il territorio di Filacciano, si dirige sempre costeggiando il Tevere, verso la zona di Ponzano Romano fino ad oltrepassare il fiume Treja in località Borghetto (Civita Castellana).
A circa 3 chilometri, nel territorio comunale di Ponzano Romano, è facilmente accessibile l'Autostrada del Sole, che per un breve tratto attraversa il territorio di Filacciano, con il casello di Ponzano Romano-Soratte.

### Ferrovie
Il territorio di Filacciano  è servito dalla ferrovia Roma Firenze linea metropolitana regionale FL1 Orte-Fiumicino aeroporto, dalla stazione di Poggio Mirteto Scalo, a sud e a nord dalla stazione di Stimigliano, più o meno equidistanti da Filacciano. 

## Società

### Evoluzione demografica
Abitanti censiti

## Amministrazione
Tra il 1816 e il 1870, faceva riferimento al distretto di Castelnuovo di Porto all'interno della Comarca di Roma, entità amministrativa dello Stato Pontificio.

### Sindaci
| Periodo | Periodo   | Primo cittadino      | Partito                           | Carica                    | Note |
| ------- | --------- | -------------------- | --------------------------------- | ------------------------- | ---- |
| 1995    | 1999      | Sandro Liberati      | centro-sinistra                   | Sindaco                   |      |
| 1999    | 2004      | Roberto Maestripieri | lista civica                      | Sindaco                   |      |
| 2004    | 2009      | Alfiero Malpicci     | lista civica                      | Sindaco                   |      |
| 2009    | 2010      | Giovanni Falpo       | lista civica                      | Sindaco                   |      |
| 2010    | 2011      | Silvia Montagna      |                                   | Commissario Straordinario |      |
| 2011    | 2016      | Giuseppe Gemma       | lista civica "Un Paese in Comune" | Sindaco                   |      |
| 2016    | 2021      | Silverio De Bonis    | lista civica "Un Paese in Comune" | Sindaco                   |      |
| 2021    | in carica | Daniele Malpicci     | lista civica "Fare Filacciano"    | Sindaco                   |      |

### Gemellaggi
- Iași, dal 1999[19]

### Altre informazioni amministrative
- Fa parte dell'unione di comuni Unione Valle del Tevere - Soratte.
- Dal 2013 ha aderito alla Conferenza dei sindaci dell'area Tiberina/Flaminia/Cassia.
- Dal 2015 fa parte del Consorzio intercomunale dei servizi e interventi sociali Valle del Tevere[20] insieme ad altri 16 comuni ricandenti nel distretto socio-sanitario 4 della ASL Roma 4.